# Leonarda da Vinci wspomnienie z dzieciństwa
Leonarda da Vinci wspomnienie z dzieciństwa (niem. Eine Kindheitserinnerung des Leonardo da Vinci) – psychobiografia włoskiego artysty renesansowego Leonarda da Vinci napisana przez Sigmunda Freuda. Pierwsze wydanie pracy ukazało się w 1910 r. Freud odniósł swoje spostrzeżenia do wiedzy o wychowaniu Leonarda. W 1910 r. naukowiec miał dostęp do mniejszej liczby źródeł na ten temat, niż znamy ich obecnie. Jego opinia o artyście została oparta na zeznaniach katastralnych Antonia da Vinci, dziadka Leonarda.

## Treść
Autor prowadził w dziele analizę psychiki artysty między innymi na podstawie sporządzonych przez niego opisów snów. Stwierdził, że sny Leonarda zawierają zakodowane podświadome znaczenia i wspomnienia. Uważał, że rozwiązaniem do często powtarzającego się u Leonarda snu o sępie są uczucia, jakimi darzył matkę. Sugerował, że sęp wtykający ogon w usta dziecka jest wspomnieniem karmienia piersią.
Freud pisał, że Leonardo spędził pierwsze lata dzieciństwa z rodzoną matką. Twierdził, iż podczas tego ważnego dla rozwoju dziecka okresu ugruntowało się w nim przekonanie o obcości ojca. Na tej podstawie wydedukował, iż fantazja o sępie wskazuje na napięcie między świadomością posiadania matki i zagrożeniem ze strony ojca oraz przygotowuje podwaliny pod przyszłe emocje.
Naukowiec wskazywał na znaczenie faktu, że ojciec Leonarda zmarł w 1504 r., czyli blisko daty powstania zapisku o śnie na temat sępa.
W interpretację Freuda wdała się pewna nieścisłość, wynikająca z wcześniejszego niedokładnego tłumaczenia. Freud korzystał z niemieckiego wydania powieści Leonardo da Vinci Dmitrija Mereżkowskiego. Rosyjska nazwa kani (коршун) przetłumaczono na Geier (sęp). Słowo to oznacza ptaka kanię (małego drapieżnego ptaka podobnego do jastrzębia, powszechnego w rejonie Vinci), a nie sępa. W związku z tym część interpretacyjna dotycząca charakterystycznego kształtu zwierzęcia i odwołań kulturowych dotyczących postaci sępa w kulturze i mitologii traciła sens.

## Krytyka
Krytycy analizy Freuda zarzucali mu, że opierając się o bardzo niepewne źródła historyczne stworzył spekulacje psychologiczne.